# 纳嘎寺
纳嘎寺，位于西藏自治区拉萨市林周县强嘎乡典冲村，是一座藏传佛教寺院。

## 简介
纳嘎寺位于西藏自治区拉萨市林周县强嘎乡典冲村，为藏传佛教寺院。
2012年，该寺的2名僧人被评为西藏自治区爱国守法先进僧尼。